# راوی (باشگاه مبارزه)
راوی (به انگلیسی: The Narrator) یک شخصیت خیالی است که به عنوان شخصیت اصلی رمان باشگاه مبارزه چاک پالانیوک در سال ۱۹۹۶، اقتباس سینمایی آن در سال ۱۹۹۹ با همین نام، و کتاب‌های کمیک باشگاه مبارزه ۲ و باشگاه مبارزه ۳ ظاهر می‌شود. شخصیت مبتلا به بیخوابی و اسکیزوفرنی است. به نام او در طول روز اشاره‌ای نمی‌شود و بی‌نام است (به‌عنوان راوی شناخته می‌شود)؛ اما در طول شب و در پی مشکل بی‌خوابیش، او تبدیل به تایلر دوردن، شخصیتی آشوب‌گر و پرجذبه می‌شود.
در سال ۲۰۰۸، تایلر توسط مجله امپایر به عنوان بهترین شخصیت سینمایی در تمام دوران انتخاب شد، مدت کوتاهی پس از آن که باشگاه مبارزه توسط خوانندگان امپایر به عنوان دهمین فیلم برتر تمام دوران انتخاب شد.

## ظاهر

### رمان‌ها

#### به دنبال شادی (۱۹۹۵)
راوی اولین بار در یک داستان کوتاه هفت صفحه‌ای در مجموعه به دنبال شادی در سال ۱۹۹۵ ظاهر شد. این داستان بعداً تبدیل به فصل ششم رمان باشگاه مبارزه شد که پالانیوک در سال ۱۹۹۶ منتشر کرد.

#### باشگاه مبارزه (۱۹۹۶)
در رمان ۱۹۹۶، راوی به‌عنوان یک مرد عادی از طبقه متوسط به تصویر کشیده می‌شود که در یک شرکت خودروسازی نامشخص کار می‌کند، که در آن او تصادفات اتومبیل را بررسی می‌کند تا مشخص کند که آیا یک مدل خودرو باید فراخوان شود یا خیر. او که از بی خوابی و افسردگی رنج می‌برد، شروع به بازدید از گروه‌های حمایتی برای افراد مبتلا به بیماری‌هایی می‌کند که خودش به آنها مبتلا نیست. این باعث ایجاد کاتارسیس در او می‌شود و او را قادر می‌سازد که بخوابد. هنگامی که یک شیاد به نام مارلا سینگر شروع به حضور در گروه‌ها می‌کند، مشکلات او و بی خوابیش بازمی‌گردند.
راوی با مردی به نام تایلر دوردن در حالی که در ساحل برهنه تنها است ملاقات می‌کند و پس از انفجار آپارتمانش به دلایل نامعلومی با او زندگی می‌کند. این دو یک گردهمایی هفتگی به نام «باشگاه مبارزه» تشکیل می‌دهند که در آن آنها و سایر مردان می‌توانند با در مشت زنی شرکت کنند. پس از اینکه مارلا با تهدید به خودکشی با مقر آنها تماس می‌گیرد، او و تایلر شروع به رابطه می‌کنند که راوی را گیج می‌کند. تایلر یک سازمان فرقه مانند معروف به پروژه «هرج و مرج» (میهَم در زبان اصلی) را راه‌اندازی می‌کند تا به‌طور تهاجمی آرمان‌های ضد مصرف گرایی خود را ترویج کند، اما راوی هنگامی که فعالیت‌های آن‌ها مخرب تر می‌شود به‌طور پیوسته با گروه پرتنش تر می‌شود.
راوی متوجه می‌شود که او و تایلر در واقع یک شخص هستند، به طوری که ذهن راوی شخصیت جدیدی را شکل داد تا بتواند از مسائلی که زندگی او را آزار می‌داد فرار کند. با کمک پروژه هرج و مرج تایلر تصمیم می‌گیرد با استفاده از مواد منفجره دست‌ساز، یک آسمان خراش و یک موزه ملی را نابود کند. تایلر قصد دارد در طول این رویداد در کنار راوی به عنوان یک فدایی بمیرد. در تلاش برای متوقف کردن نقشه تایلر، راوی به پشت بام ساختمان بالا می‌رود، جایی که تایلر او را با تهدید اسلحه نگه می‌دارد. وقتی مارلا به همراه یکی از گروه‌های حامی به پشت بام می‌رسد، تایلر ناپدید می‌شود، زیرا تایلر «توهم راوی بود، نه مارلا.»
با رفتن تایلر، راوی منتظر است تا توسط مواد منفجره کشته شود. با این حال، بمب ناقص عمل می‌کند، زیرا تایلر مواد منفجره را با پارافین ترکیب می‌کند. راوی که هنوز زنده است و اسلحه دستی تایلر را در دست دارد، تصمیم می‌گیرد که به خودش شلیک کند. بعداً در یک بیمارستان روانی به هوش می‌آید و معتقد است که در بهشت است و مباحثه با خدا بر سر طبیعت انسان را تصور می‌کند. رمان با نزدیک شدن کارمندان بیمارستان به راوی که در واقع همان اعضای پروژه هرج و مرج هستند، پایان می‌یابد.
نام راوی در رمان مشخص نمی‌شود، با این حال به دلیل نقل قول‌های اعضای بدنش مانند «من [__] جو هستم»، اغلب با عنوان «جو» شناخته می‌شود. این نقل‌قول‌ها به خواندن مقالات قدیمی ریدرز دایجست توسط راوی اشاره دارد که در آن اندام‌های انسان از دید اول شخص دربارهٔ خود می‌نویسند.

#### باشگاه مبارزه ۲ (۲۰۱۵)
در دنباله کتاب کمیک باشگاه مبارزه ۲، راوی با نام سباستین شناخته می‌شود. ده سال پس از رمان اصلی، راوی در حالی که با مارلا ازدواج کرده‌است و یک پسر نه ساله به نام جونیور دارد، به تصویر کشیده می‌شود که برای یک شرکت نظامی خصوصی کار می‌کند. پس از مرگ جونیور در آتش‌سوزی خانه، معلوم می‌شود که والدین راوی هر دو در دو آتش‌سوزی جداگانه دیگر مرده‌اند. برخلاف فیلم، ظاهر تایلر بر مبنای یکی از دوستان شخصی نویسنده است که با موهای بلوند تا شانه شبیه عیسی به تصویر کشیده شده‌است. خلق و خوی او تا حدودی از طریق داروهای راوی کنترل می‌شود.

### فیلم

ادوارد نورتون در نقش راوی (سمت چپ) و برد پیت در نقش تایلر دوردن (راست).

در فیلم باشگاه مبارزه محصول سال ۱۹۹۹، بر اساس رمان پالانیوک و کارگردانی دیوید فینچر، راوی توسط ادوارد نورتون و تایلر توسط برد پیت به تصویر کشیده شده‌است. بازیگران جهت آماده شدن برای نقش خود، دوره‌های بوکس، گلاویز شدن، تکواندو و صابون سازی را گذراندند برد پیت تصمیم گرفت با مراجعه به دندانپزشک تکه‌های کوچکی از دندان‌های جلویش را بکند تا شخصیت تایلر دندان‌های ناقصی داشته باشد. این قطعات پس از پایان ساخت فیلم بازسازی شدند.
تصویر فیلم از راوی و تایلر مشابه رمان است. -اگرچه تفاوت‌هایی نیز وجود دارد- برخلاف رمان، این دو در هواپیما و نه در ساحل برهنه یکدیگر را ملاقات می‌کنند، و نسخه سینمایی تایلر برخلاف نسخه ادبی، کسی را نمی‌کشد. علاوه بر این، رمان با راوی در بیمارستان روانی خاتمه می‌یابد، ولی در فیلم راوی و مارلا در یک آسمان خراش، به افق که به دلیل مواد منفجره پروژه هرج و مرج در حال انفجار است نگاه می‌کنند.
مانند رمان، نام راوی اعلام نمی‌شود، گرچه فیلمنامه او را به عنوان «جک» یاد می‌کند. در حالی که در رمان راوی خود را به عنوان «جو» از مقالات ریدرز دایجست یاد می‌کند، این اقتباس سینمایی «جک» را جایگزین «جو» می‌کند.

### بازی‌های ویدیویی
در بازی ویدیویی باشگاه مبارزه در سال ۲۰۰۴ که توسط Genuine Games ساخته شد و توسط ویوندی منتشر شد، صداپیشگی راوی توسط دیو ویتنبرگ و تایلر توسط جاشوا لئونارد انجام شد.

## بازخورد
در سال ۲۰۰۸، تایلر توسط مجله امپایر به عنوان برترین شخصیت سینمایی تمام دوران انتخاب شد. هنگامی که این فهرست در سال ۲۰۱۵ دوباره تنظیم شد، او در رتبه هشتم قرار گرفت.
- راوی در IMDb

1. ↑  Palahniuk, Fight Club, 1999, p. 195.
2. ↑  Fight Club 2 #1, Chuck Palahniuk & Cameron Stewart, Dark Horse Comics, May 2015
3. ↑  "Fight Club 2 #1". Dark Horse Comics. Archived from the original on 22 February 2015. Retrieved August 6, 2016.
4. ↑  Thompson, Barry (March 31, 2016). "Chuck Palahniuk Destroyed His Legacy With Fight Club 2 (His Best Work In Years)". Paste Monthly. Retrieved August 6, 2016.
5. ↑  "Fight Club 2 #2 pg.10". Dark Horse Comics. Retrieved August 6, 2016.
6. ↑  Van Luling, Todd (January 7, 2015). "11 Things You Didn't Know About 'Fight Club'". The Huffington Post. Retrieved August 6, 2016.
7. ↑  O'Neill, Olivia (October 15, 2014). "Fight Club: 19 things you didn't know about the film". The Telegraph. Retrieved August 6, 2016.
8. ↑  Roger Cormier (December 18, 2015). "15 Things You Might Not Know About 'Fight Club'". Mental Floss. Retrieved January 2, 2017.
9. ↑  Nashawaty, Chris (July 16, 1998). "Brad Pitt loses his teeth for a "Fight"". Entertainment Weekly. Archived from the original on 6 September 2014. Retrieved August 5, 2016.
10. ↑  Uhls, Jim; Fight Club screenplay; http://www.imsdb.com/scripts/Fight-Club.html
11. ↑  Sciretta, Peter (December 1, 2008). "Empire's The 100 Greatest Movie Characters of All Time". SlashFilm. Retrieved August 6, 2016.